# Station Lure
Station Lure is een spoorwegstation in de Franse gemeente Lure.
Het station werd geopend in 1858 door de Compagnie de l'Est.